# RN5 (Mali)
Die RN5 ist eine Fernstraße in Mali, die in Bamako an einem Kreisverkehr beginnt und in Naréna an der Grenze nach Guinea endet. Dort geht sie in die N6 über. Sie ist 123 Kilometer lang.